# Krypton (televisieserie)
Krypton is een Amerikaanse televisieserie ontwikkeld door David S. Goyer in opdracht van Syfy. De serie speelt zich af op de fictieve planeet Krypton, zo'n 200 jaar voor de geboorte van Kal-El / Superman en de destructie van de planeet. De serie richt zich op Supermans grootvader, Seg-El (Cameron Cuffe). Krypton ging in première op 21 maart 2018. Het eerste seizoen bestaat uit tien afleveringen. In mei 2018 besloot Syfy tot het maken van een tweede seizoen van Krypton, dat in première is gegaan op 12 juni 2019. De serie werd door Syfy na twee seizoenen in augustus 2019 gecanceld.

## Plot
Krypton volgt Supermans grootvader, Seg-El, wiens familie, van het huis El, is verbannen en beschaamd. Seg-El vecht voor de eer van zijn familie en dient zijn thuiswereld te beschermen van chaos.

## Rolverdeling

### Hoofd
- Cameron Cuffe als Seg-El: Jonge en briljante wetenschapper van het Huis El, bestemd om de grootvader van Kal-El / Superman te worden.[2][3]
- Georgina Campbell als Lyta-Zod: Een commander in het Kandoriaanse legersgilde (de Sagitari), Ze heeft een clandestiene relatie heeft met Seg-El.[2][4]
- Shaun Sipos als Adam Strange: Een menselijke tijdsreiziger uit de toekomst die Seg-El waarschuwt voor de komst van Brainiac, En licht hem in over zijn toekomstige kleinzoon Kal-El, beter bekend als Superman.
- Elliot Cowan als Daron-Vex: De hoofdmagistraat van Kandor, belast met het in stand houden van Krypton's oligopolie.[5]
- Ann Ogbomo als Jayna-Zod: De Primus van de Sagitari, en moeder van Lyta.[2][4][5]
- Aaron Pierre als Dev-Em: Een commander van de Sagitari. Hij is verloofd aan Lyta-Zod.[2][5]
- Rasmus Hardiker als Kem: Een bar eigenaar en Segs beste vriend.[5]
- Wallis Day als Nyssa-Vex: Een junior magistraat en de dochter van Daron-Vex.[5]
- Blake Ritson als "De Stem van Rao" / Brainiac: Kandor's hoofd religieus figuur die geïnfecteerd raakt door Brainiac, een parasitair alien android die de "The World Collector" wordt genoemd, die op zoek is Kandor te vereeuwigen in zijn collectie, jaren voor de geboorte van Kal-El / Superman.[6]
- Ian McElhinney als Val-El: Segs grootvader, die de dood tartte door zichzelf naar de Phantom Zone te brengen, Hij gelooft stellig in het bestaan van andere intelligente levensvormen.[2][5]
- Colin Salmon als General Dru-Zod: De toekomstige zoon van Lyta-Zod en Seg-El.[7]

### Terugkerend
- Alexis Raben als Rhom: Een rangloze Kryptoniaan, en een vriend van het Huis El. Ze is de moeder van Ona.
- Tipper Seifert-Cleveland als Ona: De dochter van Rhom, ze wordt een discipel van Rao vlak nadat ze wees was geworden.
- Andrea Vasiliou as Kol-Da: Een hardvochtig lid van de Sagitari, en Darons minnaar.
- Sarah Armstrong als Kiyo: Een lid van Black Zero
- India Mullen als Sevi: Een lid van de religiegilde, die een volgeling was van de Stem of Rao.
- Sonita Henry als Raika: Een lid van de Cythonniet sekte, ze wordt gered door Seg, later helpt ze hem.
- Lukas Loughran als Junra: Een lid van de Cythonnieten, die erg vijandig is tegen buitenstaanders.
- Hannah Waddingham als Jax-Ur (voorheen Sela-Sonn): De leider van Black Zero, een terroristische organisatie, en Vals voormalige beschermeling.[8]
- Emmett J. Scanlan als Lobo (seizoen 2)[9]

### Gastrollen
- Rupert Graves als Ter-El: Seg's vader.
- Paula Malcomson als Charys-El: Seg's moeder.[10]
- Gordon Alexander als Quex-Ul, De commander van Lyta's Sagitari squadron.

Bovendien, verschijnt Doomsday kort in de zesde, negende en tiende aflevering door het gebruik van CGI.
In juli 2018, werd bekendgemaakt dat Nightwing en Flamebird zullen verschijnen in het tweede seizoen.